# Wang Han
Wang Han (Baoding, 24 gennaio 1991) è un'ex tuffatrice cinese.

## Biografia
In carriera ha vinto nove medaglie ai campionati mondiali di nuoto: tre d'oro, quattro d'argento e due di bronzo.

## Palmarès
- Giochi olimpici

Tokyo 2020: oro nel sincro 3 m e argento nel trampolino 3 m.
- Mondiali

Roma 2009: bronzo nel trampolino 1 m.
Shanghai 2011: argento nel trampolino 1 m.
Barcellona 2013: argento nel trampolino 3 m e bronzo nel trampolino 1 m.
Kazan 2015: oro nel sincro 3 m misti.
Budapest 2017: oro nel sincro 3 m misti e argento nel trampolino 3 m.
Gwangju 2019: oro nel sincro 3 m e argento nel trampolino 3 m.
- Giochi asiatici

Canton 2010: oro nel sincro 3 m.
Incheon 2014: argento nel trampolino 3 m e nel trampolino 1 m.
Giacarta 2018: oro nel trampolino 1 m e argento nel trampolino 3 m.
- Vincitrice della Coppa del Mondo del sincro misto 3 m nel 2018